# 肉煎

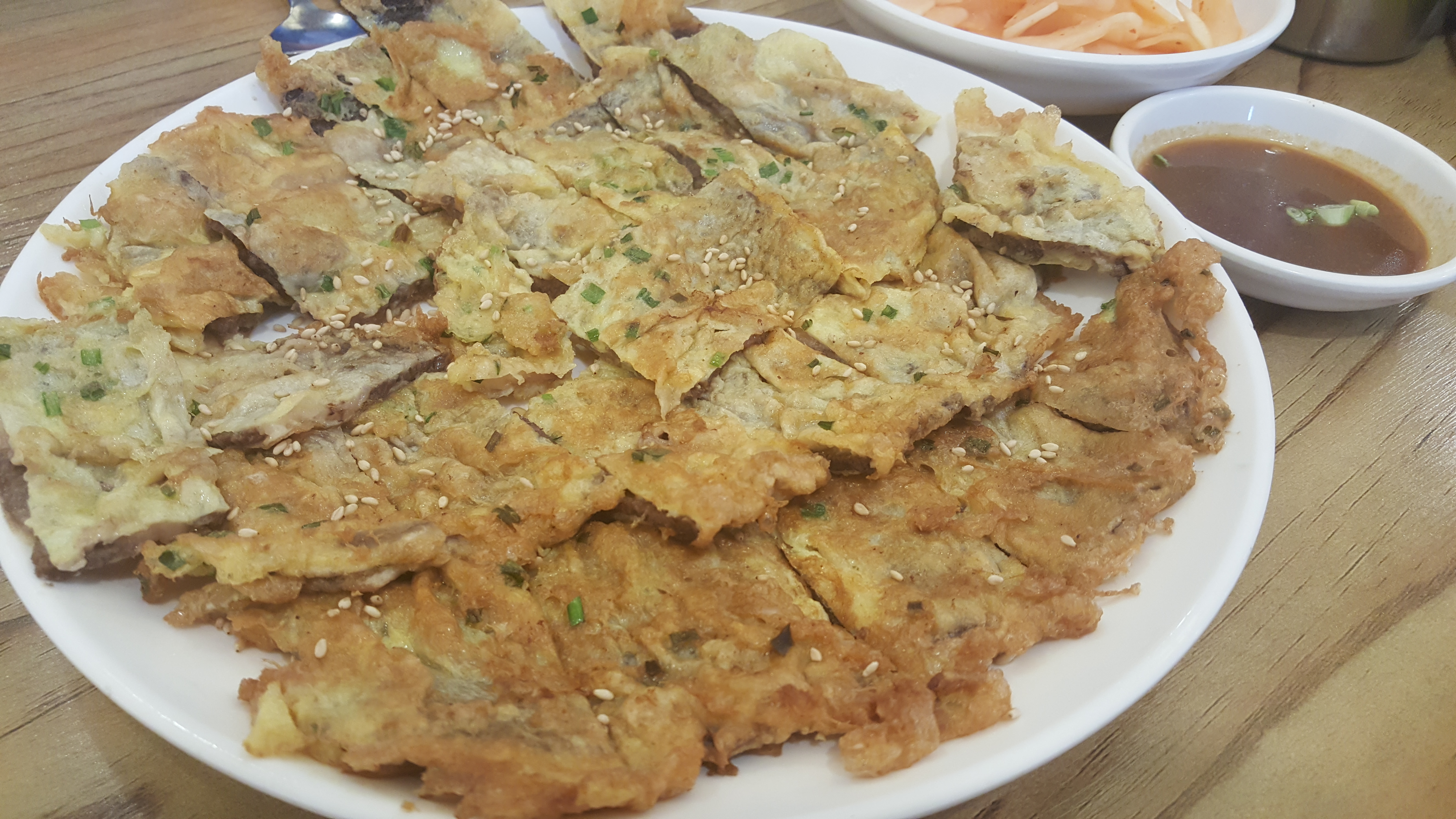
大邱京洞面の肉煎

肉煎（ユクチョン、朝鮮語: 육전）は、朝鮮半島の料理。薄く切った肉に小麦粉と卵をまぶしたもの。朝鮮料理の「煎」の一種である。
本来黄海道に由来を持つが、現在は全羅南道で主に食されている。また、慶尚南道の晋州ではこれを細く切り、冷麺の薬味として利用する。光州広域市では、 2019年に同地域を代表する食品として光州肉煎を選定した。 